# Willi Orbán
Vilmos Tamás Orbán (Kaiserslautern, Alemania, 3 de noviembre de 1992), más conocido como Willi Orbán, es un futbolista húngaro-alemán que juega de defensa en el R. B. Leipzig de la Bundesliga. Fue internacional con la selección de fútbol sub-21 de Alemania.
Sin embargo, para la selección absoluta decidió elegir a la selección de fútbol de Hungría.

## Selección nacional
Fue dos veces internacional con la selección de fútbol sub-21 de Alemania, aunque después decidiese jugar con la selección de fútbol de Hungría.
Con la selección húngara debutó el 12 de octubre de 2018 en la derrota por 1-0 frente a la selección de fútbol de Grecia en la Liga de Naciones de la UEFA 2018-19.

### Participaciones en Eurocopas
| Copa          | Sede     | Resultado      | Partidos | Goles |
| ------------- | -------- | -------------- | -------- | ----- |
| Eurocopa 2020 | Europa   | Fase de grupos | 3        | 0     |
| Eurocopa 2024 | Alemania | Fase de grupos | 3        | 0     |

## Estadísticas

### Clubes
Actualizado al último partido disputado el 5 de abril de 2025.
| Club                                  | Div.          | Temporada     | Liga  | Liga  | Copas nacionales | Copas nacionales | Copas internacionales | Copas internacionales | Total | Total |
| Club                                  | Div.          | Temporada     | Part. | Goles | Part.            | Goles            | Part.                 | Goles                 | Part. | Goles |
| ------------------------------------- | ------------- | ------------- | ----- | ----- | ---------------- | ---------------- | --------------------- | --------------------- | ----- | ----- |
| 1. F. C. Kaiserslautern II · Alemania | 4.ª           | 2011-12       | 23    | 3     | —                | —                | —                     | —                     | 23    | 3     |
| 1. F. C. Kaiserslautern II · Alemania | 4.ª           | 2012-13       | 12    | 4     | —                | —                | —                     | —                     | 12    | 4     |
| 1. F. C. Kaiserslautern II · Alemania | Total club    | Total club    | 35    | 7     | 0                | 0                | 0                     | 0                     | 35    | 7     |
| 1. F. C. Kaiserslautern · Alemania    | 1.ª           | 2011-12       | 2     | 0     | 0                | 0                | —                     | —                     | 2     | 0     |
| 1. F. C. Kaiserslautern · Alemania    | 2.ª           | 2012-13       | 9     | 1     | 0                | 0                | —                     | —                     | 9     | 1     |
| 1. F. C. Kaiserslautern · Alemania    | 2.ª           | 2013-14       | 28    | 2     | 4                | 1                | —                     | —                     | 32    | 3     |
| 1. F. C. Kaiserslautern · Alemania    | 2.ª           | 2014-15       | 31    | 4     | 3                | 0                | —                     | —                     | 34    | 4     |
| 1. F. C. Kaiserslautern · Alemania    | Total club    | Total club    | 70    | 7     | 7                | 1                | 0                     | 0                     | 77    | 8     |
| R. B. Leipzig · Alemania              | 2.ª           | 2015-16       | 32    | 1     | 1                | 0                | —                     | —                     | 33    | 1     |
| R. B. Leipzig · Alemania              | 1.ª           | 2016-17       | 28    | 3     | 1                | 0                | —                     | —                     | 29    | 3     |
| R. B. Leipzig · Alemania              | 1.ª           | 2017-18       | 26    | 3     | 2                | 0                | 9                     | 1                     | 37    | 4     |
| R. B. Leipzig · Alemania              | 1.ª           | 2018-19       | 24    | 4     | 4                | 0                | 11                    | 0                     | 39    | 4     |
| R. B. Leipzig · Alemania              | 1.ª           | 2019-20       | 12    | 1     | 2                | 0                | 4                     | 0                     | 18    | 1     |
| R. B. Leipzig · Alemania              | 1.ª           | 2020-21       | 29    | 4     | 5                | 1                | 6                     | 0                     | 40    | 5     |
| R. B. Leipzig · Alemania              | 1.ª           | 2021-22       | 30    | 2     | 6                | 1                | 8                     | 1                     | 44    | 4     |
| R. B. Leipzig · Alemania              | 1.ª           | 2022-23       | 33    | 4     | 7                | 1                | 8                     | 0                     | 48    | 5     |
| R. B. Leipzig · Alemania              | 1.ª           | 2023-24       | 19    | 0     | 1                | 0                | 2                     | 1                     | 22    | 1     |
| R. B. Leipzig · Alemania              | 1.ª           | 2024-25       | 25    | 5     | 5                | 0                | 8                     | 0                     | 38    | 5     |
| R. B. Leipzig · Alemania              | Total club    | Total club    | 258   | 27    | 34               | 3                | 56                    | 3                     | 348   | 33    |
| Total carrera                         | Total carrera | Total carrera | 363   | 41    | 41               | 4                | 56                    | 3                     | 460   | 48    |

## Palmarés

### Títulos nacionales
| Título                | Club          | País     | Año  |
| --------------------- | ------------- | -------- | ---- |
| Copa de Alemania      | R. B. Leipzig | Alemania | 2022 |
| Copa de Alemania      | R. B. Leipzig | Alemania | 2023 |
| Supercopa de Alemania | R. B. Leipzig | Alemania | 2023 |